# 印度斯坦福爾斯 (印地安納州)
印度斯坦福爾斯（英語：Hindostan Falls）是位於美國印地安納州馬丁縣的一個非建制地區。該地的面積和人口皆未知。